# Ausonio
Décimo Magno Ausonio (Burdigala, actual Burdeos, 310 – Burdeos, 395) fue un poeta y rétor latino.

## Biografía
Hijo de Julio Ausonio, un médico de origen griego, entre 320 y 328 estudió en Toulouse bajo la dirección de su tío, el profesor Emilio Magno Arborio, también poeta. Vuelto a Burdigala, enseñó primero como gramático y luego como rétor en diversas escuelas, para trasladarse después a Tréveris, convocado por Valentiniano I, para educar a su hijo Graciano. Allí estuvo entre los años 364 y 368. Al llegar Graciano al poder, le concedió a Ausonio la prefectura de África, Italia y Galia, y más tarde el consulado. Tras la muerte de Graciano en 383, Ausonio regresó a sus propiedades junto al río Garona para dedicarse a la literatura durante una decena de años más. Desde allí envió numerosas cartas en verso y prosa a eminentes personalidades, siendo todavía recordado y admirado por todo el mundo, incluido el emperador Teodosio. Aunque cristiano, su obra se incluye casi toda en la tradición pagana, por más que se le considere un precursor de la literatura latina cristiana. Su mejor alumno, Paulino de Nola, abandonó la literatura para abrazar el cristianismo y una vida de retiro, ascetismo y caridad; Ausonio le dirigió tristes cartas pidiéndole que dejara esa vida.

## Obra
Escribió mucho, fundamentalmente escritos eruditos y conmemorativos y sobre asuntos muy heterogéneos, pero poco realmente sustancial, salvo su producción poética. Reunió casi toda su obra bajo el título general de Opuscula, y a esta edición cuidada por él mismo siguió otra, póstuma, más completa, a petición del emperador Teodosio. Estas dos ediciones están representadas, respectivamente, por los manuscritos de  Leiden, el Tilianus y el Vossianus III, existiendo además, en otros manuscritos, algunas piezas que no aparecen en ninguno de aquellos dos.
En los veinte libros de que constan sus obras completas, los asuntos son muy variados: plegarias; poemas sobre filosofía pitagórica, sobre astronomía, calendario y astrología, sobre las fechorías de Cupido, sobre Bísula, esclava y favorita del poeta; descripción de ciudades famosas; poemas ropálicos o en hexámetros compuestos de monosílabo, seguido de bisílabo, trisílabo, tetrasílabo y pentasílabo; síntesis tetrásticas o en cuatro versos de cada una de las vidas de los doce emperadores biografiados por Suetonio y de varios de los subsiguientes; el famosísimo centón nupcial compuesto exclusivamente de palabras, frases y versos enteros de Virgilio, epístolas prolijas, y epigramas agudos e ingeniosos.
Technopaegnion (niñerías artísticas) es una colección de poemas en los que cada línea termina con un monosílabo, y por lo tanto es solo un artificio técnico con el que muestra su habilidad el autor. El poema más extenso es Mosella, una colección de descripciones de los paisajes que recorre el río Mosela. También produjo las útiles Praefationes (Introducciones), de carácter autobiográfico; el Eclogarum liber, que es una colección de églogas; algunos versos mnemotécnicos sobre astronomía; la obra Ordo urbium nobilium, en la que clasifica por orden de importancia las ciudades antiguas; el Ludus septem sapientium, una farsa a la manera de la comedia palliata sobre los siete sabios de Grecia. Pero lo que se recuerda fundamentalmente son sus Epigrammata (epigramas), muchos de ellos adaptaciones de la Antología griega. Los Parentalia son cálidos poemas de recuerdo a sus familiares fallecidos, como su Epicedion in patrem. Su aprecio por sus profesores lo pone de manifiesto en su Commemoratio professorum Burdigalensium. Su fe cristiana la dejó reflejada, por ejemplo, en sus Versus paschales y en su Ephemeris (diario), este último una descripción de sus tareas a lo largo del día. Carácter más académico y erudito lo tienen sus Epitaphia, conjunto de epitafios a los distintos héroes que participaron en la guerra de Troya. Su obra completa suministra un valioso testimonio de la vida provincial de la Galia y del ambiente del siglo IV.
Los metros son muy variados; aunque predominan el hexámetro y el dístico elegiaco, no faltan la estrofa sáfica, el falecio, los trímetros y dímetros yámbicos, los dímetros anapésticos, los tetrámetros trocaicos catalécticos, los adónicos.